# Курландон
Курландон (фр. Courlandon) насеље је и општина у североисточној Француској у региону Шампањ-Арден, у департману Марна која припада префектури Ремс.
По подацима из 2011. године у општини је живело 288 становника, а густина насељености је износила 84,71 становника/km². Општина се простире на површини од 3,4 km². Налази се на средњој надморској висини од 64 метара.

## Демографија
| 1962. | 1968. | 1975. | 1982. | 1990. | 1999. | 2011. |
| ----- | ----- | ----- | ----- | ----- | ----- | ----- |
| 205   | 209   | 195   | 200   | 167   | 249   | 288   |

График промене броја становника у току последњих година